# Доба вікінгів
Доба́ ві́кінгів — період середньовічної історії Європи між 8 та 11 століттями нашої ери в Північній, Західній та менше Східній та Центральній Європі.
Назву цій доби дав початок експансії вікінгів. Більш точними датами початку та кінця епохи вікінгів вважаються 793 рік та 14 жовтня 1066 року. Епоха розпочалась з грабіжницького нападу скандинавських піратів на монастир Св. Кутберта (о. Ліндісфарн) і завершилась битвою при Гастингсі, де нащадки вікінгів, франко-норманські лицарі розгромили англо-саксів. За цей час вікінги нападали на береги Британії, Північної Франції, Балтійського моря та півдня сучасної Італії